# 甘達克鯨
甘達克鯨（學名Gandakasia potens），又名甘達克原鯨，是生存於始新世的一類陸行鯨科。牠們可能是在近河流的地方獵食。